# Panicum pole-evansii
Panicum pole-evansii är en gräsart som beskrevs av Charles Edward Hubbard. Panicum pole-evansii ingår i släktet vipphirser, och familjen gräs. Inga underarter finns listade i Catalogue of Life.